# Фаетуса
Фаетуса (грч. Φαέθουσα) је у грчкој митологији била кћерка бога Хелија и нереиде Неере, Лампетијина сестра.

## Митологија
Описана је као лепокоса кћерка бога Хелија. Чим је стасала, мајка ју је послала на острво Тринакију да чува очева говеда. Њен задатак је био да се стара о седам стада са по педесет млечнобелих оваца, која се нису множила, али ни умирала.

## Други ликови
Такође је била и једна од Хелијада, Фаетонтова кћерка или сестра, која је са сестрама толико туговала за својим братом да их је Зевс из самилости претворио у тополе, а њихове сузе у ћилибар. И у овом случају је Лампетија њена сестра и њих две су често приказиване заједно.